# أدولفو منديز فيديس
أدولفو منديز فيديس (بالإسبانية: Adolfo Méndez Vides)‏ هو شاعر غواتيمالي، ولد في 1956.